# Euchromia sangirica
Euchromia sangirica är en fjärilsart som beskrevs av Embrik Strand 1917. Euchromia sangirica ingår i släktet Euchromia och familjen björnspinnare. Inga underarter finns listade i Catalogue of Life.